# La Chasse à l'homme (Mesrine)
Pour les articles homonymes, voir Chasse à l'homme (homonymie).
La Chasse à l'homme (Mesrine) est un téléfilm français d'Arnaud Sélignac diffusé sur TF1 en 2006.

## Synopsis
Ce téléfilm aborde les principaux événements de la fin de la cavale de Jacques Mesrine, tirés du livre du commissaire Lucien Aimé-Blanc (interprété par Richard Berry) et de Jean-Michel Caradec'h : l'enlèvement du milliardaire Henri Lelièvre, la rivalité entre services (la BRI de Robert Broussard et l'OCRB d'Aimé-Blanc), le guet-apens de Jacques Tillier, les filatures, la fusillade fatale.

## Fiche technique
- Réalisateur : Arnaud Sélignac
- Scénariste : Claude-Michel Rome et
- Producteur : Alain Tortevoix
- Société de production : Sama Production, TF1
- Pays d'origine : France Suisse
- Genre : Film policier, biopic
- Durée : 92 minutes
- Date de diffusion : 9 novembre 2006

## Distribution
- Serge Riaboukine : Jacques Mesrine
- Richard Berry : Lucien Aimé-Blanc
- Aladin Reibel : Le commissaire Broussard
- Alain Choquet : Directeur de la P.J
- Anne Caillon : Caroline
- Mathieu Delarive : Farruggia
- Richaud Valls : Rolland
- Jacques Spiesser : Beauregard
- Pierre-Arnaud Juin : Louis Armand
- Hervé Laudière : Hermann
- Michel Scotto di Carlo : Lenoir
- Désir Carré : Jeannot Masson
- Zoon : Malahude
- Bernard Blancan : Abkarian